# Política social
La política social es una disciplina científica de la ciencia política y una intervención política. Está dedicada a estudiar (generando teoría) e intervenir públicamente, a nivel estatal o comunitario (generando la práctica) en las consecuencias materiales y morales del siempre desigual desarrollo de las sociedades modernas (industrializadas y urbanizadas).
Como ciencia normativa y como actividad política (su doble dimensión) presenta la misión fundamental de atender los tres grandes fines de la acción social contemporánea: justicia social (en sentido formal), bienestar social (en sentido material) y orden social (en sentido legal). Fines que se concretan en la constitucionalización y protección de los llamados "derechos sociales" ante dichas fracturas, como competencia y prioridad pública: subsistencia (bienestar), igualdad (justicia) y legalidad (orden); y determinados, historiográficamente, por criterios básicos como la oportunidad política, la identidad cultural y los recursos económicos en un tiempo y un lugar concreto que da sentido a sus proyectos y significado a sus creaciones.
Como actividad política, la política social es una modalidad de la política general (de la acción de gobierno, de las propuestas programáticas de los partidos políticos y de la actividad de los denominados agentes sociales -sindicatos y patronal), mediante un sistema político público (Estado social y de derecho, o formas comunitarias de autoorganización). Se concreta en un sistema público de protección de dichos derechos sociales a nivel general (asistencia sanitaria, educación formal y protección sociolaboral) y a nivel específico (servicios sociales), actualmente bajo el modelo del estado del bienestar, diverso en sus realizaciones nacionales en función de varias dialécticas: público-privado, ideológico-técnico, centralizado-descentralizado.
Como ciencia normativa, la política social es una disciplina de estudio y reflexión; en primer lugar, sobre la naturaleza y el fundamento de las fracturas sociales empíricamente constatadas; y, en segundo lugar, sobre los "derechos sociales", como normas jurídicas e instrumentos políticos que buscan alcanzar una mediación histórica, e incluso epistemológica, entre las exigencias de "lo económico" (el bien-estar) y "lo político" (el bien común). mediante un corpus teórico propio, y en colaboración con ciencias afines que precisan el estudio sectorial de campos de trabajo interrelacionados, o dimensiones de investigación como la economía política, las relaciones laborales, la salud pública, la educación, la sociología o la antropología.

## Historia
Noción que aborda las grandes modalidades históricas de la política social como realidad estatal: la Sozialpolitik germana y el welfare state anglosajón. La primera surgió desde Alemania (Gustav Schmoller) como medio estatal de intervención en la economía ("moralización") regulando las formas de asistencia y protección del trabajador contratado (por ello iba ligada al mundo del derecho del trabajo y de las relaciones laborales). 
La segunda, en pleno debate actual, nació en Inglaterra de la mano de Lord Beveridge, durante la II Guerra Mundial, como realización de un Estado social capaz de cuidar al ciudadano desde la "cuna a la tumba". En pleno siglo XX se transitó en toda Europa occidental, si bien con amplias y actuales diferencias nacionales, de los "derechos laborales" como objeto principal de la política social, a los "derechos de ciudadanía" como meta de esta ciencia y actividad. Pero en pleno siglo XXI se habla del nacimiento de una "sociedad del bienestar", al calor de la difusión de las formas individualistas y materialistas de existencia, que defiende los "derechos del consumo" como criterio básico de producción y socialización de las comunidades.

## El estado del bienestar
El estado del bienestar (en inglés: welfare state) es la última y actual modalidad de la política social. Desarrolla la noción de "Estado social" del modelo anterior mediante la intervención directa del Estado en la satisfacción objetiva (cuantitativa) o subjetiva (cualitativa) de las necesidades ciudadanas, en función de la ideología dominante del partido político gobernante. Mediando entre la economía liberal (a través de la intervención pública) y la democracia de partidos (el llamado "consenso socialdemócrata"), este Estado constitucionaliza "los derechos sociales de ciudadanía", reconociendo públicamente la protección social frente a los efectos de la desigualdad social y los desequilibrios sociales provocados por el mercado, a partir de las teorías económicas de John Maynard Keynes y los postulados políticos de Lord Beveridge en la resolución de los denominados problemas sociales o asuntos sociales (que en el siglo XIX y primera mitad del XX recibieron la denominación de "cuestión social" -los problemas generados en las clases bajas por las transformaciones sociales derivadas del paso de la sociedad preindustrial a la sociedad industrial-; mientras que desde la segunda mitad del XX se les añaden los derivados del paso de la sociedad industrial a la sociedad posindustrial). Como planteamiento proactivo, busca el progreso social utilizando la estructura estatal: sanidad (universal), educación (gratuita), servicios sociales (trabajo social) y política laboral (pleno empleo).
Existen diferentes tipos del estado del bienestar:
- Modelo alemán (Alemania, Austria): combinación de la protección laboral con políticas públicas de igualdad.

- Modelo anglosajón (Inglaterra, Irlanda): equilibrio entre iniciativa privada e intervención igualitaria pública.
- Modelo francés (Bélgica, Francia): intervención casi absoluta del Estado.
- Modelo mediterráneo (Portugal, España, Italia): intervención pública limitada por la familia y la comunidad.
- Modelo latinoamericano (Brasil, Argentina, Chile): amplia intervención pública ante la persistencia de formas neoliberales de desarrollo.
- Modelo euroasiático (Rusia, Bielorrusia, Armenia, Kazajistán): intervención centralizada del Estado bajo los principios de familia, moralidad y autoridad.

Las necesidades sociales que suelen considerarse son: alimentación y subsistencia (con énfasis en la seguridad alimentaria), salud y servicios sanitarios, educación, autonomía personal, integración social (especialmente de los grupos sociales que tradicionalmente han sido marginados y excluidos) y servicios sociales, seguridad, vivienda y sostenibilidad medioambiental. A cada una de estas necesidades corresponde un ámbito sectorial (y un pilar, un sistema) dentro de la política social.
Véase también: política económica, Estado social, derechos sociales, bienestar social, seguridad social, servicios sociales, educador social.

## Estudios de política social
La política social como ciencia normativa es un área del conocimiento de carácter interdisciplinar y aplicado que tiene como objetivo el estudio de la realidad social para la acción política, explicando los orígenes y soluciones (posibles) de las "fracturas sociales" de las comunidades desarrolladas, fundamentando los derechos sociales necesarios y legales, y diseñando los medios para alcanzar los tres grandes fines constitutivos: justicia, bienestar y orden social. En este sentido, genera un cuerpo teórico explicativo de:
1) la naturaleza comunitaria (desde la solidaridad inicial económico-laboral al individualismo consumista) de las transformaciones históricas que se producen en la era contemporánea, de la mano de la ciencia laboral, sociológica, jurídica y antropológica: la primera democracia social antiestatista, la sozialPolitik sociolaboral y el actual estado del bienestar (en sus necesidades, retos y riesgos sociales) y 
2) las instituciones creadas para cumplir con esos fines básicos, desde las diferentes posiciones ideológicas y las variadas creaciones nacionales.
Respecto al estado del bienestar, en el Reino Unido, la política social como disciplina nació con la Sociedad Fabiana y la escuela de pensamiento iniciada por Richard Titmuss en la London School of Economics and Political Science (LSE). Se extendió por los países occidentales después de la Segunda Guerra Mundial, llegando a alcanzar un gran desarrollo institucional en Alemania, los países nórdicos, Estados Unidos y Canadá.
Se centra en examinar los aspectos de la economía, la sociedad, la población y la política que son necesarios para la existencia social digna y los medios para conseguirla; diseñando programas de intervención social para evitar la pobreza y la exclusión social, reducir las desigualdades sociales, aumentar la formación orientada a la participación de los individuos en igualdad de condiciones en la sociedad (participación social) y mejorar la eficiencia y la calidad de vida.
Algunas políticas sociales incluyen la transferencias monetarias condicionadas, las cuales proporcionan dinero en efectivo a hogares pobres, a cambio de que estos cumplan con ciertas condiciones de salud y educación, tales como asistencia regular a la escuela y controles de salud de los niños en recintos establecidos. Este modelo de intervención se aplica en más 17 de países alrededor del mundo. Además de una reducción a corto plazo de la pobreza, debido al aumento inmediato de los ingresos familiares, la intervención también incentiva a los hogares a invertir en capital humano, rompiendo así el ciclo de pobreza a largo plazo.
Solo en España, a nivel teórico destaca la labor del Seminario Luis Olariaga de Política social en la Universidad de Murcia, dirigido por el profesor Jerónimo Molina Cano, de la REPS, Red española de Política Social, o de la Revista crítica de Historia de las relaciones laborales y la Política social (editada por EUMED).[cita requerida]

## Instituciones de la política social
En la organización ministerial de cada gobierno se opta por distribuciones diferentes de las competencias sobre política social, aunque suelen recaer en parte en el Ministerio de Trabajo, en el Ministerio de Sanidad, en el Ministerio de Educación, etcétera.
En el caso de España, ha existido un departamento ministerial nacional ocupado en las competencias de esta materia: de política social, de bienestar social o de asuntos sociales, bien ligado al campo del Trabajo ("Trabajo y Asuntos Sociales") o de la Salud ("Sanidad y Política Social"). Estas competencias, al estar en España profundamente descentralizadas en las autonomías, han dado lugar a diferentes consejerías regionales o concejalías municipales dedicadas a la política social, básicamente en su instrumento de los servicios sociales (generales y especializados).